# Nowe Podkarpacie
Nowe Podkarpacie (wcześniej „Podkarpacie”) – tygodnik regionalny, który wydawany był w latach 1993–2019. W okresie 1970–1993 periodyk publikowany był pod tytułem „Podkarpacie”.

## „Podkarpacie”
17 czerwca 1970 w Krośnie odbyło się, pod przewodnictwem kierownika Wydziału Propagandy Komitetu Wojewódzkiego PZPR w Rzeszowie, Bronisława Błażeja, spotkanie dotyczące powołania od 1 października 1970 nowego tygodnika o charakterze społeczno-politycznym pod nazwą „Podkarpacie”, obejmującego zasięgiem powiaty: Gorlice, Jasło, Krosno, Sanok na obszarze ówczesnego województwa rzeszowskiego. Czasopismo „Podkarpacie” od początku nosiło podtytuł Tygodnik dla wszystkich, pierwszy numer czasopisma został wydany 1 października 1970 przez Rzeszowskie Wydawnictwa Prasowe RSW „Prasa” w Rzeszowie, w cenie 2,50 zł i w nakładzie 15 tys. egzemplarzy, mając osiem stron. Redakcja na początku istnienia mieściła się przy ul. Wolności 5 w Krośnie. Redaktorem naczelnym był od początku Marian Fijołek. Ostatni 1173. numer czasopisma ukazał się 30 czerwca 1993 w cenie 3 tys. zł. (ISSN 0208-743X). Do tego czasu tygodnik wydawała Nowe Podkarpacie Sp. z o.o., redakcja czasopisma działała pod adresem Rynek 2 w Krośnie, redaktorem naczelnym był Artur Bata, a w składzie redakcji był m.in. Marian Struś.
Tygodnik był wydawany przez Nowe Podkarpacie Sp. z o.o. Ukazywał się w każdą środę. W tygodniku umieszczane były informacje z Krosna, Jasła, Sanoka, Brzozowa, Leska i Ustrzyków Dolnych oraz informacje sportowe.

## „Nowe Podkarpacie”
Od 7 lipca 1993 tradycje tygodnika „Podkarpacie” przejął tygodnik „Nowe Podkarpacie”, z podtytułem Tygodnik regionalny. Wydawca, siedziba oraz skład redakcji pozostał niezmienny w porównaniu do poprzednika.
2 października 2019 wydany został ostatni numer tygodnika, a ostatnim (p.o.) redaktorem naczelnym tygodnika był Bogdan Hućko.